# Houmt Souk
Houmt Souk (met diverse alternatieve spellingswijzen zoals Houmt Souq of Djerba Houmt Essouk, Arabisch جربة حومة السوق Jarbah H̨awmat-as-Sūq) is de hoofdstad van het Tunesische eiland Djerba. De stad ligt in het uiterste noorden van het eiland, aan de Middellandse Zee.
Bij de laatste officiële volkstelling (die van 2000) werden 58.960 inwoners geteld. Er wordt geschat dat dit aantal in 2005 is gegroeid tot circa 62.500. Bij de volkstelling van 2014 groeide de inwoners naar 75.904 
Vanaf de stad lopen er twee belangrijke wegen naar het vasteland van Tunesië: een die zuidwestelijk uitkomt bij Adjim en Djorf, en een die zuidoostelijk naar El-Kantara en Zarzis leidt. Uiteraard zijn er verder ook wegen naar andere plaatsen op het eiland, zoals Melita en Midoun.
Houmt Souk is een pittoreske en levendige stad, met diverse soeks (markten), winkeltjes en oude wijken. De naam Houmt Souk betekent zelf ook iets als marktvestiging. Veel van de handelswaren op de markten is op het toerisme afgestemd, maar men kan er ook veel traditionele waren vinden.
De stad heeft een haven die zeer belangrijk is voor de visserij.

## Bezienswaardigheden in en rondom Houmt Souk
- Burcht
- El-Ghriba (zeer oude synagoge ten zuidwesten van de stad)
- Haven
- Moskee van de Turken
- Moskee van de vreemdelingen
- Museum van volkenkunde